# Tokyo Ghoul
Tokyo Ghoul (東京喰種:トーキョーグール Tōkyō Gūru?) es una serie de manga escrita e ilustrada por Sui Ishida, serializada en la revista seinen Young Jump, con entrega semanal desde septiembre de 2011. Compilado en 14 volúmenes (tankōbon) a partir de junio de 2014. Una adaptación al anime del Studio Pierrot comenzó a emitirse en Tokyo MX el 5 de julio de 2014. Funimation ha licenciado la serie de anime para el streaming de vídeo y el hogar con distribución en América, mientras en España es Selecta Visión la encargada de dicha tarea.
El 10 de octubre de 2014, se anunció de manera oficial que Tokyo Ghoul tendría una segunda temporada para enero de 2015. Después de que el sitio Web oficial japonés lo anunciara y eliminara a las pocas horas. El nombre de la segunda temporada es Tokyo Ghoul √A.
En esa misma noticia, se anunció que está segunda temporada tendría una historia alternativa al manga y no sería una adaptación del mismo. Una tercera temporada se estrenó en primavera del 2018 cubriendo así la historia original del manga Tokyo Ghoul: re. La secuela de la tercera temporada se estrenó en otoño del 2018, siguiendo así la continuación de Tokyo Ghoul: re segunda parte. En el año 2017, se adaptó el anime a película con actores reales.

## Síntesis
Los Ghouls son una especie carnívora que únicamente puede alimentarse con carne humana o de otros Ghouls. Estos son totalmente iguales en apariencia e inteligencia a los humanos, pero poseen capacidades físicas muy por encima de ellos. Ken Kaneki es un estudiante de universidad, que tras una cita con una chica llamada Rize cuyo cual conoció en una cafetería, fue atacado por ella quien resulta ser un Ghoul. Justo antes de que ella lo pudiera matar, unas vigas caen de un edificio por encima de ellos y aplastan a Rize. Kaneki es trasladado a un hospital y operado de urgencia, le trasplantan uno de los órganos de Rize, quien no sobrevivió al accidente. Debido a esto Kaneki pasa a ser mitad Ghoul y se ve obligado a abandonar su vida de estudiante normal y adentrarse en el mundo de los Ghouls.

## Media

### Videojuegos
Un videojuego titulado Tokyo Ghoul Carnaval producido por Namco Bandai Games fue lanzado en Japón para móviles Android el 6 de febrero de 2015 y el 9 de febrero para iOS, el jugador puede construir su equipo con una serie de personajes tanto ghouls como investigadores y explorar un mapa en 3D. Otro videojuego titulado Tokyo Ghoul Jail para la consola PS Vita. El juego fue desarrollado por Namco Bandai Games y está catalogado como una aventura RPG. su fecha de lanzamiento fue el 1 de octubre de 2015. Ambos juegos por ahora solo están disponibles en Japón.

### Anime
Ken Kaneki es un estudiante de la universidad de Kami que se enamora a primera vista de una mujer a quien conoce en una cafetería, con quien parece compartir su gusto literario. Tras su primera cita, Kaneki se dispone a acompañarla a su casa debido a la poca seguridad que hay en las calles de Tokio, mas no sabe que dicha mujer es una ghoul. Rize intenta devorarlo, pero en ese mismo instante, unas vigas caen desde un edificio en construcción, aplastando a ambos. Kaneki es trasladado a un hospital, donde le es realizado un trasplante de órganos de la propia ghoul. Pronto empieza a observar cambios en su cuerpo y una imperiosa necesidad de comer carne humana, pero se resiste a sus instintos. A partir de aquí, el personaje se sumerge de lleno en el mundo de los ghouls, donde tendrá que aprender a sobrevivir y a conocer su nuevo cuerpo y su nueva realidad, sin pertenecer ni al mundo de los humanos ni al de los ghouls.
En la segunda temporada Tokyo Ghoul √A toma un rumbo diferente al manga, pero ambos finales llegan a Tokyo ghoul:RE.
Una tercera temporada fue confirmada el 5 de octubre. La secuela del manga original, Tokyo Ghoul:RE, fue adaptada a un anime en 2018. La casa productora, Marvelous abrió un sitio oficial para el proyecto y presentó un teaser de este, iniciándose el anime el 3 de abril de 2018.
La secuela de Tokyo Ghoul:RE fue emitida durante la temporada de otoño de 2018, y siendo el arco final de esta adaptación animada.
Crunchyroll obtuvo la licencia de la serie fuera de Asia.

### OVAS
Tokyo Ghoul: Jack es un OVA que habla sobre el pasado de dos actuales investigadores ghouls, llamados coloquialmente palomas, donde uno de ellos es Kisho Arima y el otro es Taishi Fura quienes andan en la búsqueda de un ghoul llamado Rantan que causa estragos en el distrito. Se puede observar a Arima más joven y con cabello color azul en lugar de blanco y que Fura tiene el cabello color naranja en lugar de negro. Además de eso se podía ver que Arima era un poco más amigable y hablaba más sobre cosas de adolescentes.
Tokyo Ghoul: Pinto es un OVA que adapta la tercera historia de la novela Tokyo Ghoul:Hibi, en la que Shuu Tsukiyama y Chie Hori se conocen,en esta ova podemos ver un poco más de la personalidad de Shuu Tsukiyama y del inicio de su amistad con Chie Hori en su juventud.

## Recepción
El manga es parte de la lista de las Mejores novelas gráficas para jóvenes en su edición de 2017 de la Asociación de Jóvenes Adultos Biblioteca Servicios (YALSA), perteneciente a la American Library Association.